# Морква
Морква — река в России, протекает в Уренском районе Нижегородской области. Устье реки находится в 108 км по правому берегу реки Уста. Длина реки составляет 22 км, площадь водосборного бассейна 79,6 км².
Исток реки находится северо-западнее посёлка Нефтелес в 14 км к северо-западу от города Урень. Течёт на юго-восток, долина реки плотно заселена, Морква протекает деревни Нефтелес, Малое и Большое Непряхино, Палашино, Малая и Большая Орлиха, Спиридоново. Впадает в Усту в деревне Заливная Усадьба чуть ниже города Урень.

## Данные водного реестра
По данным государственного водного реестра России относится к Верхневолжскому бассейновому округу, водохозяйственный участок реки — Ветлуга от города Ветлуга и до устья, речной подбассейн реки — Волга от впадения Оки до Куйбышевского водохранилища (без бассейна Суры). Речной бассейн реки — (Верхняя) Волга до Куйбышевского водохранилища (без бассейна Оки).
По данным геоинформационной системы водохозяйственного районирования территории РФ, подготовленной Федеральным агентством водных ресурсов:
- Код водного объекта в государственном водном реестре — 08010400212110000043359
- Код по гидрологической изученности (ГИ) — 110004335
- Код бассейна — 08.01.04.002
- Номер тома по ГИ — 10
- Выпуск по ГИ — 0